# Tossal de les Barranques
El Tossal de les Barranques és una muntanya de 1.022,8 metres d'altitud situat en el terme municipal de Castell de Mur, dins de l'antic municipi de Mur, al Pallars Jussà.
És a la part occidental del terme, prop del límit amb Tremp. És al nord-oest del poble del Meüll, a llevant de la partida de les Barranques, al nord-est de lo Perrot. Al nord-oest del tossal hi ha el Mas de Condó i al sud-oest, el Mas de l'Hereu. En el vessant oriental té les restes de la Casa Sallamana i el Planell de Sallamana. Los Tossalets són al sud-est del Tossal de les Barranques. Pel vessant oriental d'aquest tossal discorre el Camí del Meüll, i per l'occidental, el Camí del Mas de Condó.

## Etimologia
Es tracta d'un topònim romànic descriptiu, ja que es tracta d'un territori molt solcat per barrancs de diverses mides que aflueixen en els barrancs més importants de la zona: barranc de Condó i barranc d'Eloi.